# Sułkowice (gemeente)
De gemeente Sułkowice is een stad- en landgemeente in het Poolse woiwodschap Klein-Polen, in powiat Myślenicki.
De zetel van de gemeente is in Sułkowice.
Op 30 juni 2004 telde de gemeente 13 640 inwoners.

## Oppervlakte gegevens
In 2002 bedroeg de totale oppervlakte van gemeente Sułkowice 60,53 km², waarvan:
- agrarisch gebied: 51%
- bossen: 36%

De gemeente beslaat 8,99% van de totale oppervlakte van de powiat.
Gmina Sułkowice obejmuje miasto Sułkowice en 4 sołectwa: Harbutowice, Rudnik, Biertowice, Krzywaczka.

## Demografie
Stand op 30 juni 2004:
| Omschrijving                   | Totaal | Totaal | Vrouwen | Vrouwen | Mannen | Mannen |
| ------------------------------ | ------ | ------ | ------- | ------- | ------ | ------ |
| eenheid                        | aantal | %      | aantal  | %       | aantal | %      |
| inwoners                       | 13 640 | 100    | 6864    | 50,3    | 6776   | 49,7   |
| bevolkingsdichtheid (inw./km²) | 225,3  | 225,3  | 223,5   | 223,5   | 111,9  | 111,9  |

In 2002 bedroeg het gemiddelde inkomen per inwoner 1400,97 zł.

## Aangrenzende gemeenten
Budzów, Lanckorona, Myślenice, Pcim, Skawina